# カルロス・ドゥアルテ
カルロス・マヌエル・ドゥアルテ（Carlos Manuel Duarte、1960年7月27日 - ）は、スペインの海洋生態学者であり、極地から熱帯、沿岸から深海に至る地球規模の海洋生態系に関する研究を行っている。彼の研究は、海洋の生物多様性、人間活動が海洋生態系に与える影響、およびこれらの影響からの回復能力に焦点を当てている。また、幅広い分野の科学者やエンジニアと協力し、海洋生態系や社会の問題解決を目指す学際的な研究にも取り組んでいる。現在、彼はキング・アブドラ科学技術大学（KAUST）の傑出教授であり、珊瑚研究開発促進プラットフォーム（CORDAP）の執行ディレクターを務めている。

## 学歴
ドゥアルテは1982年にマドリード自治大学で環境生物学の学士号を取得した。1987年にはマギル大学で湖沼学の博士号を取得し、ジェイコブ・カルフ教授の指導を受けた。

## 経歴
博士号取得後、ドゥアルテはスペインに帰国し、1987年から1989年まで海洋科学研究所（Instituto de Ciencias del Mar）で博士研究員として勤務した。その後、スペイン国立研究会議（CSIC）の研究者として採用され、ブランエス先端研究センター（1989年–1999年）、およびマヨルカの地中海先端研究研究所（1999年–2015年）で研究教授に昇進した。2011年には西オーストラリア大学のUWA海洋研究所の初代所長およびウィンスロップ教授に就任。2015年にキング・アブドラ科学技術大学の生物・環境科学工学部門および紅海研究センターに加入し、2016年から2018年まで同センターのディレクターを務めた。2017年には同大学の計算生物学研究センターにも参加した。
彼は学術誌『Frontiers in Marine Science』の創刊編集長であり、複数の科学雑誌の編集委員を務めている。900本以上の学術論文や多くの書籍、書籍の章を出版し、多数の学生や若手研究者の指導を行ってきた。彼はアメリカ湖沼海洋学会（ASLO）の会長を務め、海洋科学分野で多くの受賞歴を持つ。
「高被引用研究者」に選ばれ、研究分野で上位1％の引用数を誇る論文を複数発表している。2018年の評価でもこの地位を維持し、2019年には全分野で上位0.01％（700万人の科学者中887位）にランクされ、海洋生物学および水文学分野でトップに輝いた。2021年にはロイターにより、世界で12番目に影響力のある気候科学者にランクされ、生態学・進化学分野で4位、海洋科学者としてトップにランクされた。2021年からはCORDAPの執行ディレクターを務めている。2021年10月27日、海洋生態系の理解と地球変動への応答に関する先駆的貢献が認められ、スペイン王立科学アカデミーの院士に任命された。

## 研究
ドゥアルテは当初、湖沼学者として訓練を受け、河川や湖沼の水生植物の生態や、淡水生態系が炭素循環に果たす役割を研究した。海草藻場やその他の植生沿岸システムの生態学と生物地球化学の研究は、国連機関との協力により、気候変動緩和のための「ブルーカーボン」戦略の開発につながった。
深海遠洋生態系の理解に多くのギャップがあることを認識し、ドゥアルテは500人以上の科学者が参加したマラスピナ遠征2010を主導し、2010年から2011年にかけて海洋を航海し、深海遠洋生態系のグローバルな評価を行った。この遠征は、深海生態系の生物多様性と機能に関する200以上の論文を発表している。
2020年、ドゥアルテは国際チームを率い、海洋生物の個体数と生息地の圧力解放への応答の証拠に基づき、2050年までに海洋生物の豊かさを再構築することが達成可能な大きな挑戦であると結論付け、その目標達成のためのロードマップを提供した。

## 受賞歴
- 2025年、日本国際賞（生物生産・生態/環境分野）[23]
- 2021年、スペイン王立科学アカデミー院士に任命[24]
- 2019年、BBVA財団知識のフロンティア賞（生態学・保全生物学分野）[25][26]
- 2019年、ラモン・マルガレフ生態学賞[27]
- 2018年、「紅海プロジェクト」グローバル諮問委員会に任命（サウジアラビア公共投資基金）[28]
- 2018年、ヨーロッパ科学技術アカデミーフェローに選出[29]
- 2018年、カルロ・ヘイプ国際賞（海洋生物多様性科学の優れた業績、世界海洋生物多様性会議、モントリオール）[30]
- 2016年、アメリカ湖沼海洋学会サステイニングフェローに選出[31]
- 2016年、ウラジミール・イワノビッチ・ヴェルナツキー賞（生物地球科学の優秀性）[32]
- 2011年、ユトレヒト大学名誉博士号（オランダ）[33]
- 2011年、国際海洋探査評議会優秀賞[34]
- 2010年、ケベック大学モントリオール校名誉博士号（カナダ）[35]
- 2009年、キング・ジェームズI環境研究賞[36]
- 2007年、スペイン国立科学賞（自然資源）[37]
- 2001年、G・エヴェリン・ハッチンソン賞、アメリカ湖沼海洋学会[38]

## 代表的な論文
900本以上の論文から最も引用された上位10本：
- C.M. Duarte (1991). “Seagrass depth limits [海草の深度限界]”. Aquatic Botany 40 (4):  363–377. Bibcode: 1991AqBot..40..363D. doi:10.1016/0304-3770(91)90081-F.
- C.M. Duarte (1995). “Submerged aquatic vegetation in relation to different nutrient regimes [異なる栄養状態に関連する沈水植物]”. Ophelia 41 (1):  87–112. doi:10.1080/00785236.1995.10422039.
- M.A. Hemminga; C.M. Duarte (2000). Seagrass Ecology [海草生態学]. Cambridge University Press. p. 298. ISBN 9780521661843 2025年5月23日閲覧。
- C.M. Duarte (2002). “The future of seagrass meadows [海草藻場の未来]”. Environmental Conservation 29 (2):  192–206. Bibcode: 2002EnvCo..29..192D. doi:10.1017/S0376892902000127. hdl:10261/89840.
- J.A. Downing; Y.T. Prairie; J.J. Cole; C.M. Duarte; L.J. Tranvik; R.G. Striegl; W.H. McDowell; P. Kortelainen et al. (2006). “The global abundance and size distribution of lakes, ponds, and impoundments [湖、池、貯水池の地球規模の豊かさとサイズ分布]”. Limnology and Oceanography 51 (5):  2388–2397. Bibcode: 2006LimOc..51.2388D. doi:10.4319/lo.2006.51.5.2388.
- R.J. Orth; T.J. Carruthers; W.C. Dennison; C.M. Duarte; J.W. Fourqurean; K.L. Heck; A.R. Hughes; G.A. Kendrick et al. (2006). “A global crisis for seagrass ecosystems [海草生態系の地球規模の危機]”. BioScience 56 (12):  987–996. doi:10.1641/0006-3568(2006)56[987:AGCFSE]2.0.CO;2. hdl:10261/88476.
- J.J. Cole; Y.T. Prairie; N.F. Caraco; W.H. McDowell; L.J. Tranvik; R.G. Striegl; C.M. Duarte; P. Kortelainen et al. (2007). “Plumbing the global carbon cycle: integrating inland waters into the terrestrial carbon budget [地球規模の炭素循環の配管：内陸水域を陸上炭素収支に統合]”. Ecosystems 10 (1):  172–185. Bibcode: 2007Ecosy..10..172C. doi:10.1007/s10021-006-9013-8.
- M. Waycott; C.M. Duarte; T.J. Carruthers; R.J. Orth; W.C. Dennison; S. Olyarnik; A. Calladine; J.W. Fourqurean et al. (2009). “Accelerating loss of seagrasses across the globe threatens coastal ecosystems [地球規模での海草の加速する損失が沿岸生態系を脅かす]”. Proceedings of the National Academy of Sciences 106 (30):  12377–12381. Bibcode: 2009PNAS..10612377W. doi:10.1073/pnas.0905620106. PMC 2707273. PMID 19587236 2025年5月23日閲覧。.
- E. Mcleod; G.L. Chmura; S. Bouillon; R. Salm; M. Björk; C.M. Duarte; C.E. Lovelock; W.H. Schlesinger et al. (2011). “A blueprint for blue carbon: toward an improved understanding of the role of vegetated coastal habitats in sequestering CO2 [ブルーカーボンの青写真：植生沿岸生息地のCO2隔離役割の理解向上に向けて]”. Frontiers in Ecology and the Environment 9 (10):  552–560. Bibcode: 2011FrEE....9..552M. doi:10.1890/110004 2025年5月23日閲覧。.
- K.J. Kroeker; R.L. Kordas; R. Crim; I.E. Hendriks; L. Ramajo; G.S. Singh; C.M. Duarte; J.P. Gattuso (2013). “Impacts of ocean acidification on marine organisms: quantifying sensitivities and interaction with warming [海洋酸性化が海洋生物に与える影響：感受性の定量化と温暖化との相互作用]”. Global Change Biology 19 (6):  1884–1896. Bibcode: 2013GCBio..19.1884K. doi:10.1111/gcb.12179. PMC 3664023. PMID 23505245 2025年5月23日閲覧。.